# Aliano

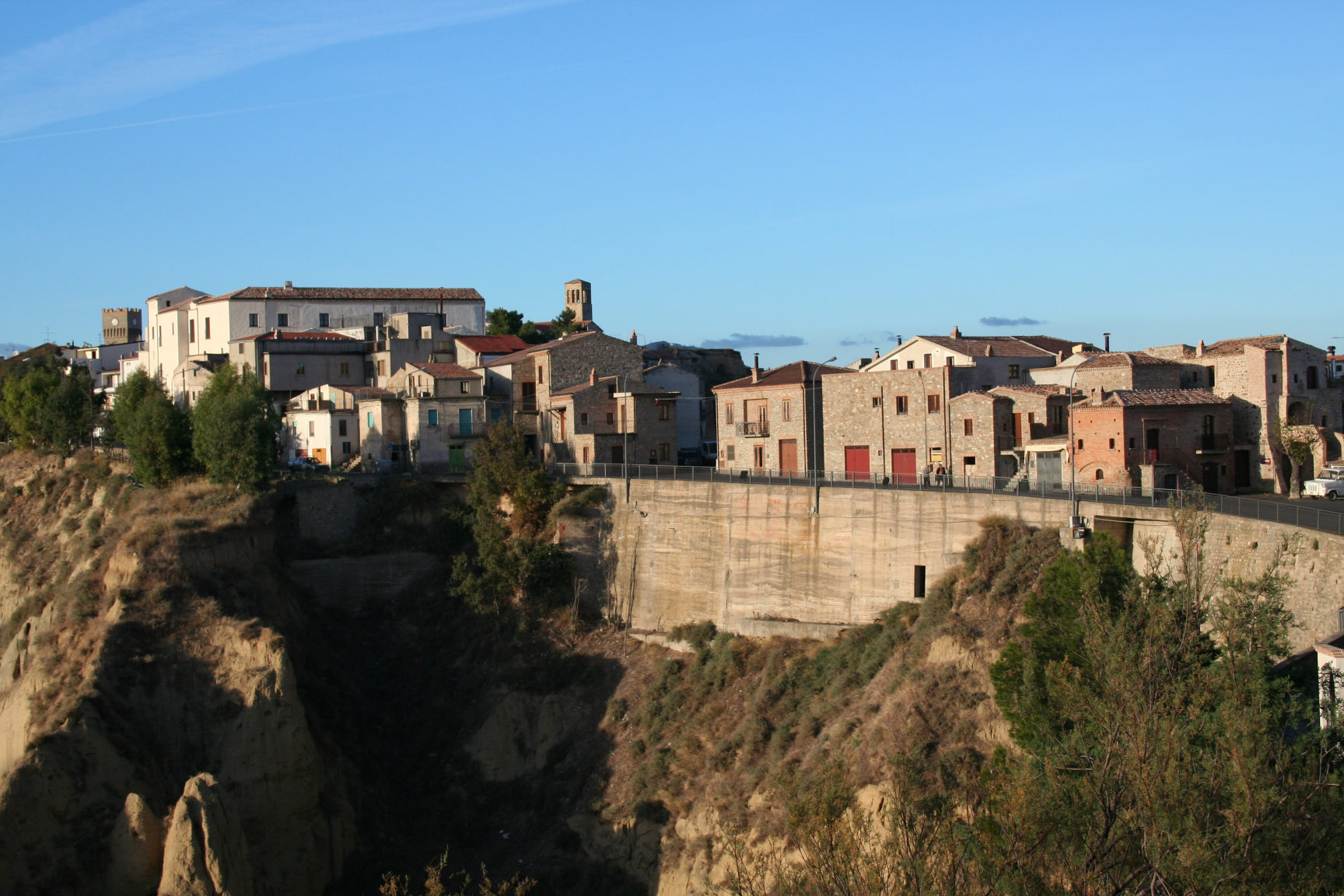
Aliano

Aliano is een gemeente in de Italiaanse provincie Matera (regio Basilicata) en telt 1244 inwoners (31-12-2004). De oppervlakte bedraagt 96 km², de bevolkingsdichtheid is 13 inwoners per km².

## Geografie
Aliano grenst aan de volgende gemeenten: Gorgoglione, Missanello (PZ), Roccanova (PZ), Sant'Arcangelo (PZ), Stigliano.